# Kalambaogo
Kalambaogo est une commune rurale située dans le département de Kaya de la province du Sanmatenga dans la région Centre-Nord au Burkina Faso.

## Géographie
Kalambaogo est située à 3 km au sud de Sanrgo et à 10 km au nord-ouest du centre de Kaya, la principale ville de la région. Le village est traversé par la route départementale 18 reliant Kaya à Barsalogho et se trouve à 10 km au nord de la route nationale 3 reliant Kaya à Ouagadougou et de la route nationale 15 reliant à Kaya à Kongoussi.

## Histoire
Depuis les années 2000, le village connaît une forte expansion, notamment avec la création de ses services publics (centre de santé et collège) dans le nord du département.

## Éducation et santé
Kalambaogo accueille un centre de santé et de promotion sociale (CSPS) – proposant de manière pilote des consultations obstétriques post-partum – tandis que le centre hospitalier régional (CHR) se trouve à Kaya.
Le village possède deux écoles primaires publiques (A et B), une école primaire privée (Nouroudine) et depuis 2015 l'un des collèges d'enseignement général (CEG) du département.